# کبوتر شاهی یقه‌دار
کبوتر شاهی یقه‌دار (نام علمی: Ducula mullerii) یک کبوتر بزرگ بومی گینه نو و جزایر مجاور است.
کبوتر شاهنشاه یقه‌دار در شمال و جنوب گینه نو و جزایر آرو دیده می‌شود. همچنین از جزایر بویگو و سایبای ثبت شده است. ممکن است به عنوان یک سرگردان از جزایر شمالی تنگه تورس بازدید کند.